# 벨기에 왕자 로랑
벨기에 왕자 로랑(Prince Laurent of Belgium, 1963년 10월 19일 ~ )는 알베르 2세와 벨기에 왕대비 파올라의 둘째 아들이자 막내이며 필리프의 남동생이다. 현재, 그는 벨기에 왕위 계승 순위에서 13위이다. 그는 3위까지 올랐지만, 그의 누나인 아스트리드 공주와 그녀의 후손들을 뒤로하고, 여성에게 동등한 승계권을 확장하기 위해 1991년 헌법이 개정되었다.
로랑은 동물 복지와 환경에 대한 관심과 함께 의전에 대한 상대적인 관심 부족으로 인해 벨기에 대중 언론의 요소들에 의해 에콜로-가퓌르로 더빙되었다.